# Thladiantha nudiflora
Thladiantha nudiflora är en gurkväxtart som beskrevs av William Botting Hemsley. Thladiantha nudiflora ingår i släktet berggurkor, och familjen gurkväxter. Utöver nominatformen finns också underarten T. n. bracteata.

## Bildgalleri

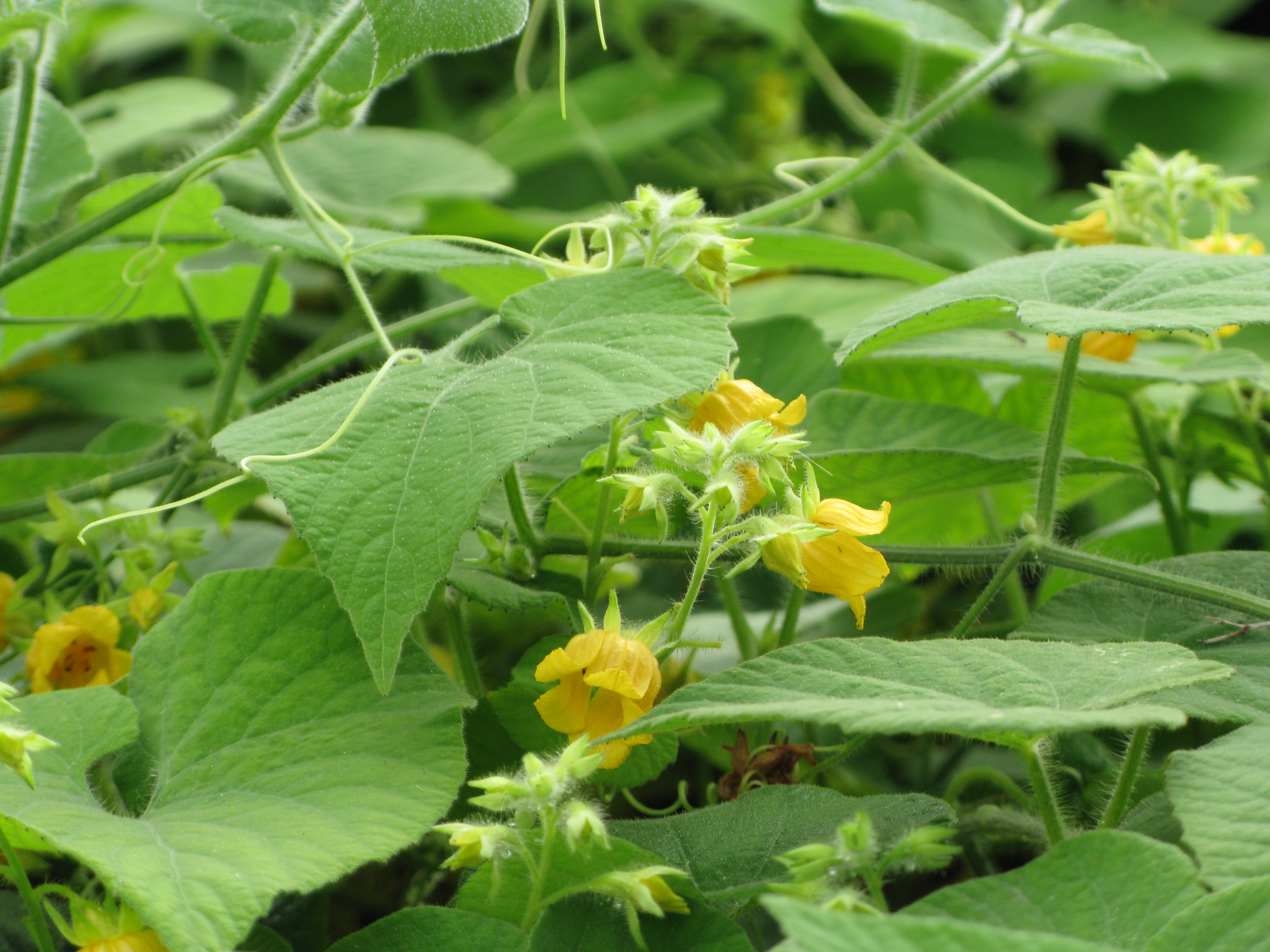
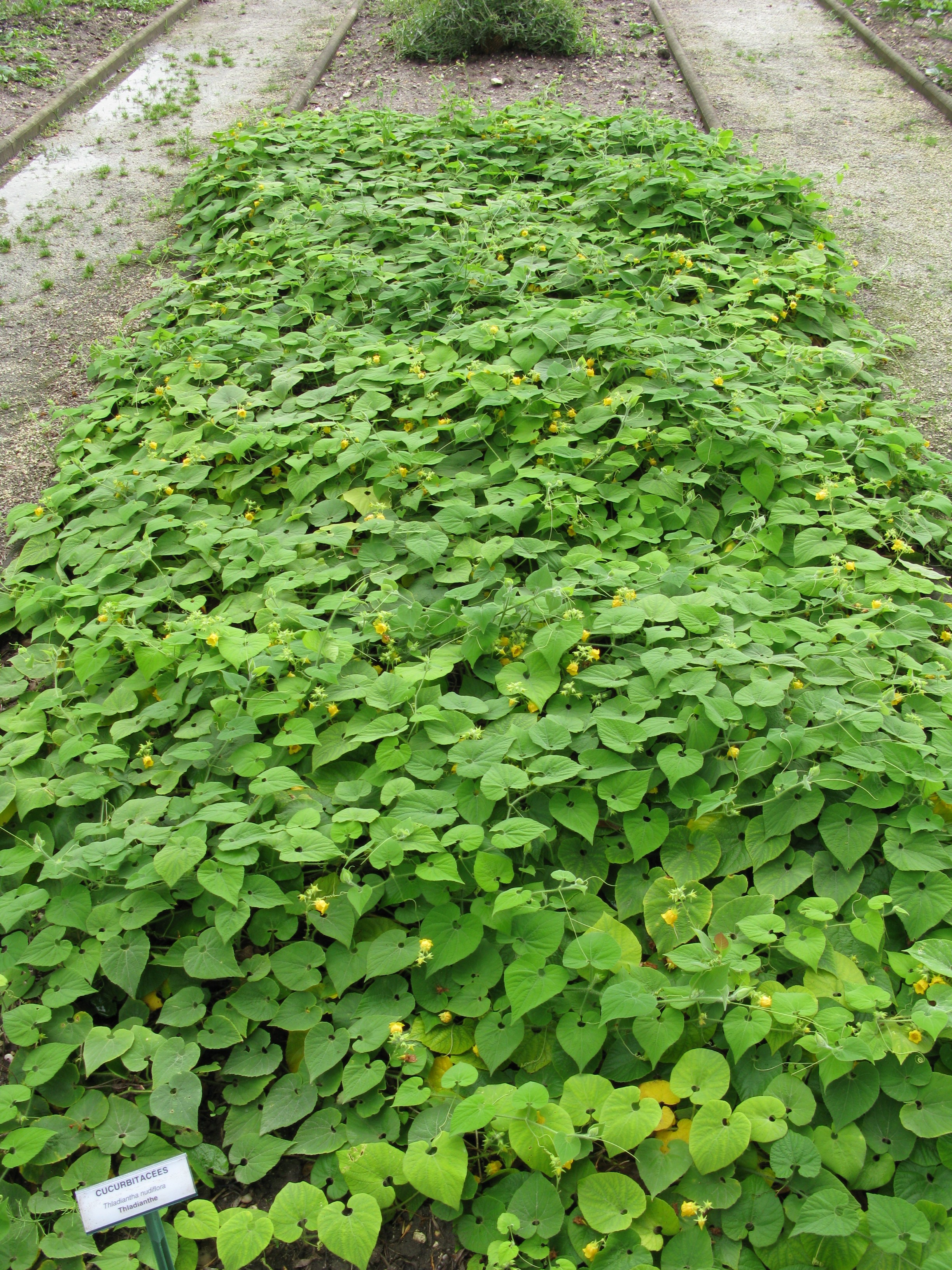